# G.E.M.
Gloria, Tang Tsz-kei (nasceu em 16 de agosto de 1991), ou Tang Sze-wing, tem outro nome profissional, G.E.M. (a abreviação significa "Get Everbody Moving" em inglês). É uma cantora hongkonguesa. Nasceu em Xangai e mudou o lugar para Hong Kong durante os quatros anos de idade. Em 10 de julho de 2008, dos 16 anos de idade, ganhou o prémio de Nova Vocalista de todas as áreas de música de Hong Kong. Em 2014, devido à sua participação na competitção de canto «Wo Shi Geshou» (em chinês: 我是歌手) organizada pelo canal Hunan TV da China e excelente desempenho na competitção, tornou-se cada vez mais famosa de forma rápida no Interior da China e comunidades chinesas do mundo. É uma das 100 Mulheres da lista da BBC de 2018.